# アッキー
アッキー（1989年6月14日 - ）は、日本のマジシャン。北海道札幌市生まれ。5歳で瀬棚郡北檜山町（現・久遠郡せたな町北檜山区）、6歳で檜山郡江差町に移り、9歳から18歳まで虻田郡倶知安町で育った(ただし、2012年の北海道新聞のインタビュー記事では6歳から18歳まで倶知安町で育ったと述べている)。2008年プロデビュー。

## 人物
- 6歳の時に見たマジックに憧れマジシャンを志す。
- 10歳の時に初舞台を踏み、その後、素人時代から新聞やテレビ出演もこなす。
- 2008年よりプロに転向、タレントとして活動、その後アミー・パーク所属となる。
- 2009年8月、フリーに。
- 2010年8月頃に個人事務所AKKEYPROJECTを立ち上げ、マジシャンや大道芸人の派遣業務をはじめる。
- 2011年8月、北海道庁認定パフォーマー、赤れんがアーティストとなる。
- 2012年9月、札幌地下歩行空間パフォーマーライセンス取得
- 2013年10月、有限会社機弘社所属となる。
- 2016年10月、東京ヘブンアーティスト取得
- 2016年4月フリーに。
- 2019年4月、AK合同会社を設立
- 2019年9月、BAR CIRCUS CIRCUSを設立
- 2021年11月、マジックバーフラミンゴを設立

## 芸風
デビュー後はモノマネのできるマジシャンとしてアミー・パークよりデビュー。当時の主なモノマネのレパートリーは板倉俊之・えなりかずき・大橋卓弥・東京ダイナマイト・hyde・福山雅治・ポルノグラフィティなど、そのほかに声優モノマネやナレーターのモノマネなどもやっていた。
あらびき団にはとろサーモン村田のモノマネにより番組オーディションに合格し出演が決定した。※現在モノマネはしていない。
中学生のときに志村けんの番組に出演した際には、モノマネとマジックを披露した。司会のTKOの木本武宏に名前を間違われるということがあった、その後熱烈!ホットサンド!にて10年ぶりにTKOと再会し再びマジックを披露した。
あらびき団に出演した際にはとろサーモン村田の実況のモノマネをし（村田に実況されるのが嫌だった為）、東野幸治から「地道に営業していこうアッキー」といわれた。
キャラ☆キングではイモザイルとしてU字工事、弾丸ジャッキー、ふとっちょ☆カウボーイ、とユニットコントを披露した。
Mr.マリックの番組「マジック4000年の歴史～第2章～誰も知らない奇術大国ニッポン」で危険術を披露した。
2012年より北海道を拠点に活動をスタートし、北海道ローカル番組に数多く出演し一気に北海道内での知名度を上げた。
2016年に大道芸のコンテストに優勝し北海道ルスツリゾートとパフォーマーとしては異例の長期契約を結ぶ

## 危険術
- 日本でも数少ない火吹きや火飲みが出来る。使用している燃料は灯油。
- スリ術 (Pickpocket) をショーの最中におこなうことがある。
- 剣飲み（Mr.マリックの番組「マジック4000年の歴史～第2章～誰も知らない奇術大国ニッポン」にて披露）

## 出演作品

### テレビ現在不定期出演
- イチオシ! (HTB)

### これまでのテレビ出演
- UHB少年の船 (UHB)
- あつまれパフォーマー放課後TV (NHK) 本名、小屋畑暁で出演
- あらびき団（TBS系）2008年12月17日
- キャラ☆キング（独立UHF局）
- マジック4000年の歴史～第2章～誰も知らない奇術大国ニッポン（BS日テレ）
- どさんこワイド179 (STV)
- イチオシ!モーニング (HTB)
- イチオシ! (HTB)
- 熱烈!ホットサンド! (STV)
- 熱烈!ホットサンドＺ (STV)
- なぎさちゃんのミライ！トライ！ティービー (UHB)
- スイッチン！ (TVH)

### CM出演
- マルハン（北海道）2015年11月 -
- ルスツリゾート（北海道）

### イベント
- アッキーシアター2013（江別）
- アッキーシアター2014（札幌）
- アッキーシアター2015（日高）
- アッキーシアター2016（札幌）
- マジックキャスト2014（札幌）
- ENTERTAINER2015（札幌）
- AKKEY ILLUSION MAGIC SHOW2015（札幌）

### DVD・ビデオ
- MAGI-PARA（マジックパラダイス）Vol.7（オフィスマジックファンタジア）
- MAGICBAR GARNETマジックレッスンDVD（マジックバーガーネット）
- キャラ☆キング 俺は最強の男 山口オロチ!弟の名前は山口イチモツ!!の巻（ポニーキャニオン）

### お笑いライブ
- 宇田川ロケット
- アミーパークライブ
- P・Kライブ

### 監修
- HTBイチオシ！まつり
- オクラホマ演芸ホール